# وليم روبرتسون سميث
ويليام روبرتسون سميث (بالإنجليزية: William Robertson Smith)‏ William Robertson Smith ‏ (1846 – 1894) مستشرق إسكتلندي وعالم في العهد القديم وأستاذ الإلهيات وقس كنيسة اسكتلندا الحرة. كان من محرري الموسوعة البريطانية وهو معروف بكتابه دين الساميين الذي يعتبر نصا أساسيا في مقارنة الأديان.
ولد في أبردينشير وعرف بذكائه في صغره. دخل جامعة أبردين وعمره 15 ثم انتقل في 1866 إلى نيو كوليج في إدنبرة ليتدرب كقس. بعد التخرج أصبح رئيس اللغة العبرية في معهد كنيسة أبردين الحرة في 1870. كتب عدة مقالات مهمة عن مواضيع دينية في الطبعة الحادية عشرة للموسوعة البريطانية. اشتهر بسبب محاكمته بالهرطقة في السبعينات بعد مقالة له في الموسوعة البريطانية.
تعامل ويليام مع المواضيع الدينية بدون اعتبار الكتاب المقدس حقيقيا بشكل حرفي، مما أدى إلى ضجة في كنيسة اسكتلندا الحرة التي كان عضوا فيها. ونتيجة لمحاكمته بالهرطقة فقد منصبه في معهد كنيسة أبردين الحرة في 1881، فانتقل إلى جامعة كامبريدج ليصبح أحد أساتذة العربية، ومن ثم ترقى إلى مكتبي الجامعة وأستاذ العربية وزميل معهد كرايست. وخلال هذه المدة كتب العهد القديم في الكنيسة اليهودية، وأنبياء إسرائيل.
أصبح في 1887 محرر الموسوعة البريطانية، وفي 1889 كتب أهم عمل له وهو دين الساميين، وهو وصف للحياة اليهودية القديمة أدت إلى استعمال علم الاجتماع في تحليل الظاهرة الدينية. مات بالسل في 1894.

## نظرته
يعبر المقطع التالي عن نظرته للطريقة التاريخية في النقد الكتابي:

إن الكتب القديمة التي وصلت إلينا من فترة سبقت اختراع الطباعة بعدة قرون قد تعرضت بالضرورة لتغييرات عديدة. فقد حفظت بعض الكتب في نسخ ناقصة صنعها ناسخ جاهل من العصور المظلمة، وبعضها الآخر خربه محررون خلطوا موادا أجنبية مع النص الأصلي. وكثيرا ما اختفى كتاب مهم لمدة طويلة، وعندما عاد لم تبق أي معلومات عن أصله؛ فلم تكن للكتب القديمة صفحات عناوين ومقدمات بشكل عام. وعندما ظهرت مثل تلك المخطوطات الخالية من الأسماء لم يكن من المستبعد أن يقوم قارئ أو ناسخ نصف متعلم بإعطائها عنوانا جديدا من اختراعه، لتتناقلها الأيدي بعد ذلك وكأن العنوان أصلي. وكثيرا ما أصبح معنى وهدف كتاب غامضا مع مرور القرون وأدى لتفسيرات خاطئة. وقد قدم لنا التاريخ عدة كتابات هي تزويرات محضة، مثل بعض كتب الأبوكريفا أو نبؤات سيبيل أو رسائل فالاريس المشهورة التي كونت موضوع مقالة بنتلي النقدية الكبيرة. وفي كل هذه الحالات على الناقد التاريخي التخلص من الرأي المقبول من أجل التوصل إلى الحقيقة، فعليه مراجعة العناوين المشكوك بها، والتخلص من الكلمات المقحمة وكشف التزويرات؛ لكنه يفعل ذلك لإظهار الحقيقة، ولعرض البقايا القديمة الحقيقية في شكلها الحقيقي. فكتاب قديم وقيم حقا لن يخشى الناقد الذي يجعله بعمله في ضوء أوضح، ويؤسس سلطته على قاعدة أوكد.

## كتبه
- The Old Testament in the Jewish Church 1881
- The Prophets of Israel and their place in history, to the close of the 8th century B.C. 1882, 1895
- Kinship and Marriage in Early Arabia (Cambridge University 1885); reprint 1963 Beacon Press, Boston النسب والزواج في بلاد العرب قبل الإسلام، كمبردج
- Lectures on the Religion of the Semites. Fundamental Institutions. 1889; reprint 1956 Meridian Library, New York
- Lectures on the Religion of the Semites. Sheffield Academy 1995

## وصلات خارجية
- وليم روبرتسون سميث على موقع الموسوعة البريطانية (الإنجليزية)

1. ↑  Dictionary of Biblical Criticism and Interpretation (2007 ed.) (بالإنجليزية), New York City: Routledge, 2007, OCLC:62088967, QID:Q21065550
2. ↑  Charles Dudley Warner, ed. (1897), Library of the World's Best Literature (بالإنجليزية), QID:Q19098835
3. 1 2  Religion of the Semites
4. ↑  "سميث، روبرتسن". الموسوعة العربية الميسرة. موسوعة شبكة المعرفة الريفية. 1965. مؤرشف من الأصل في 2022-03-11. اطلع عليه بتاريخ 2 تشرين الثاني 2011. {{استشهاد ويب}}: تحقق من التاريخ في: |تاريخ الوصول= (مساعدة)
5. ↑  The Old Testament in the Jewish Church (1881)
6. ↑  The Prophets of Israel (1882)
7. ↑  The Old Testament in the Jewish Church (1892), p. 17. وفي مقدمة الموسوعة الكتابية Encyclopedia Biblica.